# آکسیوتئا
آکسیوتئا (یونانی: Ἀξιοθέα Φλειασία؛ به انگلیسی: Axiothea of Phlius؛ ۳۵۰ پیش از میلاد) یک فیلسوف زن و دانش‌آموز افلاطون و اسپئوسیپوس بود. او در فیلیوس به‌دنیا آمد که در زمان تأسیس آکادمی افلاطون تحت حکومت اسپارتها بود. به گفته تمیستیوس آکسیوتئا جمهور افلاطون را خوانده و به آتن سفر کرده تا شاگرد او شود. به گفته دیکایارخوس، آکسیوتئا در زمان حضور در آکادمی افلاطون لباس مردانه می‌پوشید. پس از مرگ افلاطون تحصیلات خود را نزد اسپئوسیپوس برادرزاده افلاطون ادامه داد.